# Hermelgem
Hermelgem is een plaats in de gemeente Zwalm in de Belgische provincie Oost-Vlaanderen. Hermelgem ligt langs de Schelde, net ten noorden van Nederzwalm in de deelgemeente Nederzwalm-Hermelgem. Hermelgem was een zelfstandige gemeente tot halverwege de 19de eeuw.

## Geschiedenis
De plaats werd in een oorkonde uit de 12de eeuw reeds vermeld als Ermelgem, wat slaat op de "woning van Ermelingen", de afstammelingen van Irmin. Volgens andere bronnen heette het dorp vroeger Erminingahem, later Ermilingahem, wat van "Ermilo" zou zijn afgeleid. Hermelgem behoorde tot het Land van Aalst vanaf de 11de eeuw; vanaf de 12de eeuw tot het Land van Gavere.
In 1847 werden de parochies van Hermelgem en Nederzwalm, ook wel Allerheiligen genoemd, bijeengevoegd. De Sint-Mattheüskerk van Hermelgem verdween een paar jaar later. De inboedel verhuisde naar de kerk van Nederzwalm.
In 1849 smolt ook de gemeente Hermelgem samen met de gemeente Nederzwalm tot de fusiegemeente Nederzwalm-Hermelgem. Op dat moment had Hermelgem een oppervlakte van 1,72 km² en telde het 462 inwoners.
Door de ligging van de gemeente naast de Schelde, vlak bij een brug over deze Schelde, was Hermelgem in beide wereldoorlogen het toneel van gevechten.
De oude betonnen boogbrug over de Schelde werd opgeblazen door de terugtrekkende Belgen in het begin van de Eerste Wereldoorlog.
De Duitsers sloopten dan maar de kerk van Hermelgem voor het bouwen van een noodbrug over de Schelde.
De huidige brug heet 3e Jagers Te Voet, het regiment dat in mei 1940 hier slag leverde.
Na de bezetting van België door de Duitsers in de Tweede Wereldoorlog werden bovenverdiepingen van huizen in Hermelgem door de bezetter ingericht als bewapende uitkijkposten. Deze moesten ook dienen om de opmars van de geallieerden op het einde van de Tweede Wereldoorlog aan de Schelde tegen te houden of te vertragen.
Hermelgem is tegenwoordig vergroeid met de dorpskern van Nederzwalm.

## Kerk
Hermelgem was vroeger een zelfstandige parochie met een eigen parochiekerk, namelijk de Sint-Mattheüskerk waarvan het patronaatsrecht berustte bij de Abdij van Anchin. De parochie werd in 1847 bij die van Nederzwalm gevoegd en in 1850 werd de kerk gesloopt. Het puin werd nog gebruikt bij de bouw van de zijbeuken van de Allerheiligenkerk te Nederzwalm.

## Natuur en landschap
Hermelgem ligt aan de Schelde, iets stroomafwaarts van de monding van de Zwalm. Een belangrijk natuurgebied aan de Schelde is het Blarewater.

## Nabijgelegen kernen
Nederzwalm, Meilegem, Zingem